# Józef Higersberger

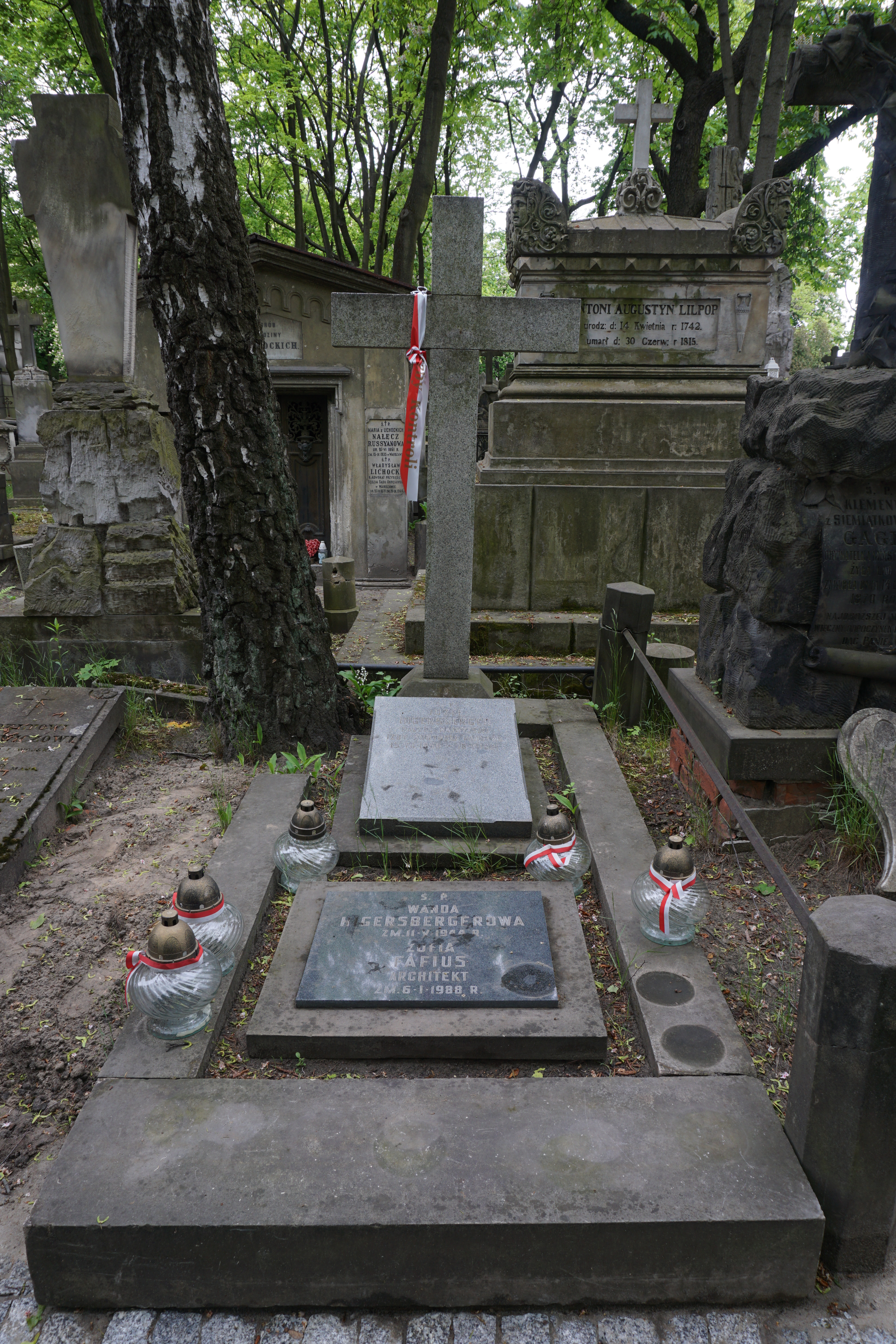
Grób Józefa Higersbergera na cmentarzu Powązkowskim

Józef Higersberger (15 lipca 1856 w Warszawie - 18 maja 1921) – polityk, prawnik, minister sprawiedliwości w gabinetach Jana Kantego Steczkowskiego i Józefa Świeżyńskiego, pierwszy prezes Najwyższej Izby Kontroli Państwa.

## Życiorys
Jego ojciec, także Józef (1817–1896), był rzeczywistym radcą stanu, dyrektorem i wiceprezesem Banku Polskiego.
Ukończył studia na Wydziale Prawa zrusyfikowanego Cesarskiego Uniwersytetu Warszawskiego, pracował jako adwokat w Warszawie, był radcą prawnym Towarzystwa Kredytowego Ziemskiego oraz przewodniczącym Koła Prawników Warszawskich. Latem 1915 mianowany przez władze niemieckie prezesem Sądu Okręgowego w Warszawie.
Był członkiem Rady Departamentu Sprawiedliwości przy Tymczasowej Radzie Stanu; w 1917 został prezesem Sądu Apelacyjnego w Lublinie, następnie Sądu Apelacyjnego w Warszawie.
Od 4 lutego do 4 listopada 1918 był ministrem sprawiedliwości w rządzie Jana Kantego Steczkowskiego (oraz jego tymczasowych następców - Stanisława Dzierzbickiego, Jana Kucharzewskiego i dwukrotnie Bohdana Broniewskiego) i krótkotrwałym rządzie Józefa Świeżyńskiego. 19 lutego 1919 został prezesem nowo utworzonej Najwyższej Izby Kontroli Państwa, położył zasługi w pierwszych latach istnienia urzędu oraz w pracach nad ustawą o izbie, której uchwalenia nie dożył. Zmarł jako prezes NIKP w 1921, jego następcą został Jan Żarnowski.
Spoczywa na cmentarzu Powązkowskim w Warszawie (kwatera 15, rząd 3, grób 12).